# Lumbricillus macrothecatus
Lumbricillus macrothecatus är en ringmaskart som beskrevs av Erséus 1976. Lumbricillus macrothecatus ingår i släktet Lumbricillus och familjen småringmaskar. Arten har ej påträffats i Sverige. Inga underarter finns listade i Catalogue of Life.